# ドンドゥルマ

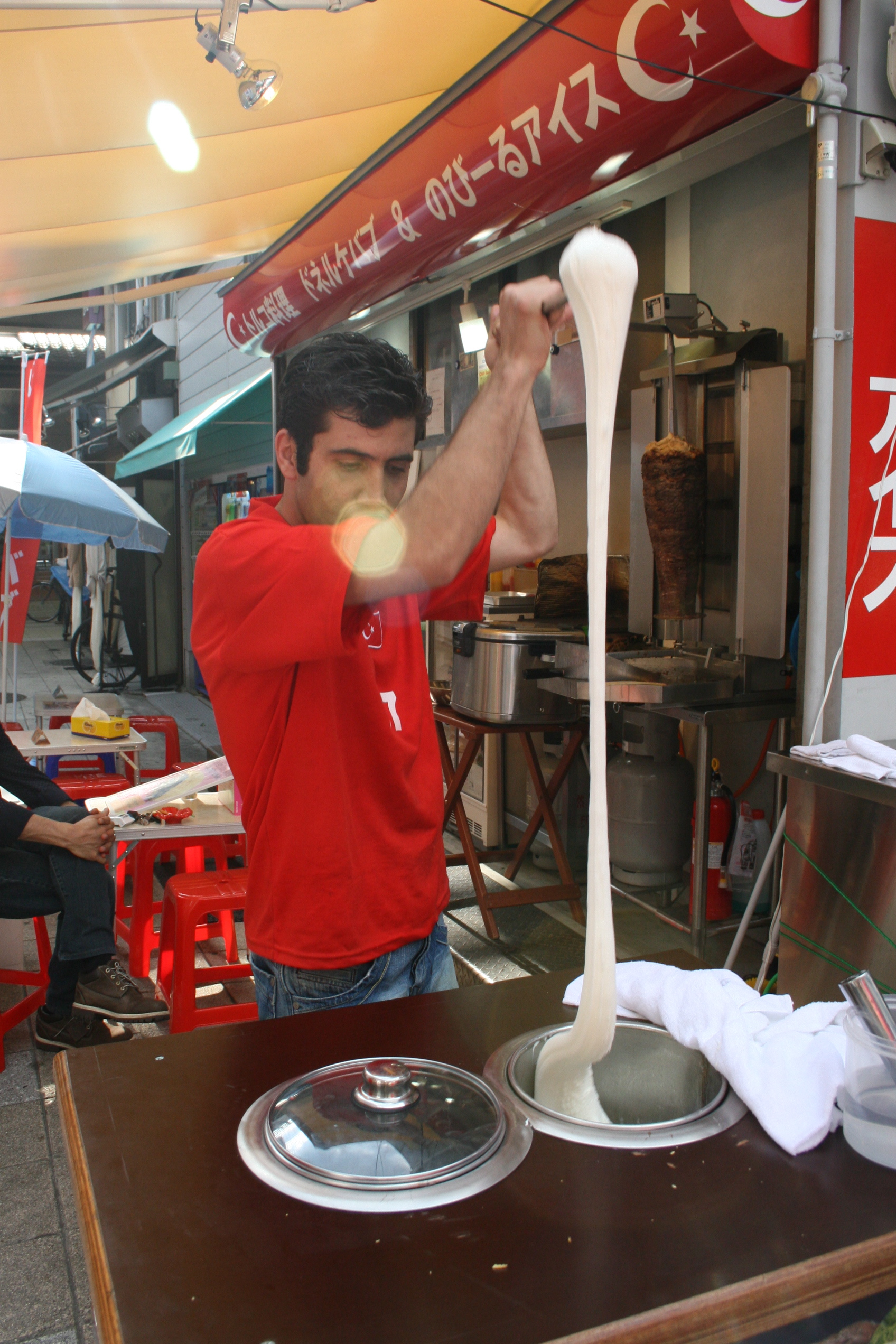
ドンドゥルマを作っているところ。

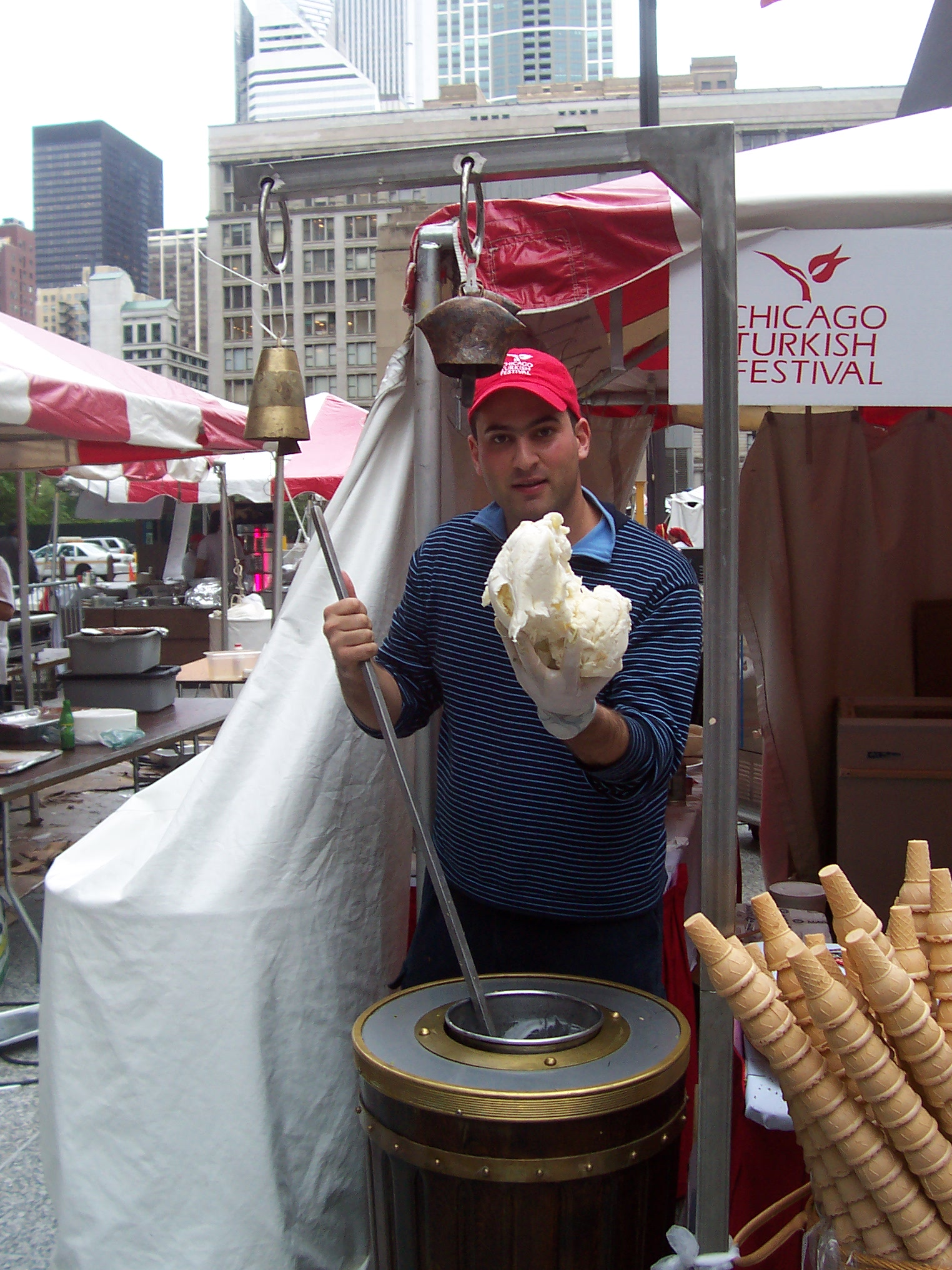
ドンドゥルマを作っているところ。

ドンドゥルマ（Dondurma）はトルコの氷菓。トルコ語で「凍らせたもの」の意味で、トルコでは各種アイスクリーム、氷菓全般を指す。一般的なアイスクリームに似ているが、粘りがあることが特徴。日本国内ではトルコアイス（後述の”トルコ風アイス”とは異なる）とも呼ばれる。

## 概要
トルコの伝統的なドンドゥルマは、砂糖、羊乳、サーレップ（salep）などが特徴的な原料となる。
サーレップは、トルコ山岳部に自生するラン科オルキス属の植物 Orchis mascula （オルキス・マスクラ）などの塊根を乾燥して粉砕した粉を湯に溶かし、成分を抽出した液で、砂糖などを加えて飲用にされる。このサーレップに乳と砂糖を加え、いったん沸騰させた後、弱火で1時間ほど絶えずかき混ぜながらヨーグルト状の固さまで煮つめ、冷して固まった後に長時間練り上げ、繰り返し空気を含ませながら伸ばすことで餅のような粘りを生じさせる。気温の高い地方ではドンドゥルマが溶けて垂れるのを防ぐために粘度を上げる必要があり、増粘剤としてサーレップが使用される。
最も基本的な味は甘いミルク味もしくはバニラ味であるが、コーヒーやチョコレートなどで味付けしたものがある。中でも特徴的なものとしてミルク味のものにトウガラシを加えて甘くかつ辛く味付けしたものがある。
店頭での受け渡し方にも特色がある。店員が客にドンドゥルマを渡す際、わざと上下ひっくり返してみせたり、受け取らせなかったりなどといったフェイントをかけるパフォーマンスをすることが多い。商品自体の粘りけを利用するのがミソである。
トルコ人の多くはドンドゥルマを食す際に必ず水も用意しておき、合間に飲む事で咽喉を詰まらせる事を防ぐ。サーレップがもたらす粘度が強力である為、この様な習慣が長年に渡り身に付いており、国外在住トルコ人はサーレップ未添加の現地のアイス（通常のアイス、もしくはいわゆる「トルコ【風】アイス」）を食す時ですら、水が傍に用意されていないと安心出来ない者が多い。

## 工業製品

### ドンドゥルマの素
トルコでは粉末のドンドゥルマの素が販売されている。牛乳を加えて、泡立て器かミキサーでよく泡立てから凍らせて作る。トルコでは、氷菓全般がドンドゥルマとよばれるため、必ずしもよく伸びるタイプのものとは限らないが、伸ばすためには凍ってから練る必要がある。

### サーレップの素
トルコでは、飲用のサーレップの素も粉末で販売されている。これをドンドゥルマの素に代用することもできる。

### トルコ風アイス
日本でトルコ風アイスと称した製品が出回っているが、その多くは原料、製法ともドンドゥルマとは全く違う製品である。多くは、サーレップは使っておらず、海草などから抽出した増粘多糖類によって粘りをつけている。
トルコ以外の日本、台湾などの飲食店、露店で販売されているものにも、トルコの原料、製法と異なる場合がある。